# جرون گیس
جرون گیس (انگلیسی: Jeroen Gies؛ زادهٔ ۲۳ ژانویهٔ ۱۹۹۵) بازیکن فوتبال اهل پادشاهی هلند است.
از باشگاه‌هایی که در آن بازی کرده‌است می‌توان به باشگاه فوتبال خرونینگن اشاره کرد.